# ホサナ
ホサナ（ラテン語: osanna, hosanna、英語: hosanna /hoʊˈzænə/）は、ヘブライ語で「どうか、救ってください」を意味する ホーシーアー・ナー（hoshia na）の短縮形 ホーシャ・ナー（hosha na）のギリシャ語音写に由来し、キリスト教において元来の意味が失われて歓呼の叫び、または神を称讃する言葉となった。アーメン、ハレルヤ（アレルヤ）などと共に、キリスト教の公的礼拝で使用されるヘブライ語の一つとなっている。
なお、ホーシーアー・ナー の語意について、一部の英語文献ではそれを "save, now" としているが、これはヘブライ語の na が懇願を表す副詞であるとともに時間の副詞としても用いられることによる。
ラテン語では「オザンナ」もしくは「オサンナ」と発音する。日本のカトリック教会では公的礼拝において「ホザンナ」を、日本正教会では「オサンナ」を使用している。

## ユダヤ教における使用
旧約聖書には、元来のヘブライ語である hoshia na の使用例が1箇所あり、『詩篇』118篇25節 に「どうか主よ、わたしたちに救いを」とある。「ハレル」（『詩篇』113篇 – 118篇）の一部である『詩篇』118篇は、「仮庵の祭り」の際に、四種の植物（シトロンの果実、ナツメヤシの葉、葉の付いたギンバイカの枝、葉の付いたヤナギの枝）を束ねたものを手に持った行列が、祭壇の周りを巡りながら朗唱する。このとき朗唱するのは『詩篇』118篇25節と別の祈祷文を合わせたものであり、それを Hoshanot と呼ぶ。Hoshanot は、hosha na が名詞化して「懇願」を意味する単語となった Hoshana （ホシャナ）の複数形である。祭りの7日目には、これを7回おこない、この7日目を Hoshana Rabbah （「大ホサナ」）と呼ぶ。また、祭壇の周りを巡った後、5本のヤナギの枝を地面に叩きつける。このヤナギの枝を指して Hoshana と呼ぶ。ラビ文献では、ホサナという言葉は、上記のような一語の名詞としてのみ使われている。

## キリスト教における使用

### 聖書
新約聖書では、ルカを除く３福音書の中で、イエス・キリストがエルサレムに入った際に、歓喜した民衆が叫んだ言葉として、また、子供たちが神苑でイエスに向かって叫んだ喜びの言葉として、合計６回、使われている。
| 書名               | 章 | 節 | 本文 |
| ------------------ | -- | -- | --- |
| マタイによる福音書 | 21 | 09 | そして群衆は、イエスの前を行く者も後に従う者も叫んだ。「ダビデの子にホサナ。主の名によって来られる方に、祝福があるように。いと高きところにホサナ」 |
| マタイによる福音書 | 21 | 15 | 他方、祭司長たちや、律法学者たちは、イエスがなさった不思議な業を見、境内で子供たちまで叫んで、「ダビデの子にホサナ」と言うのを聞いて腹を立て、     |
| マルコによる福音書 | 11 | 09 | そして、前を行く者も後に従う者も叫んだ。「ホサナ。主の名によって来られる方に、祝福があるように。                                                   |
| マルコによる福音書 | 11 | 10 | 我らの父ダビデの来るべき国に、祝福があるように。いと高きところにホサナ」                                                                           |
| ヨハネによる福音書 | 12 | 13 | なつめやしの枝を持って迎えに出た。そして、叫び続けた。「ホサナ。主の名によって来られる方に、祝福があるように、イスラエルの王に」                   |

### 礼拝
『マタイによる福音書』21章9節 および『マルコによる福音書』11章10節 の “いと高きところにホサナ” は、公的礼拝（ミサ、聖餐式、聖体礼儀）で詠唱される「サンクトゥス」の歌詞の一部となっている。

聖なるかな、聖なるかな、聖なるかな、
万軍の神なる主。
主の栄光は天地に満つ。
天のいと高きところにホザンナ。
 
ほむべきかな、主の名によりて来たる者。
天のいと高きところにホザンナ。
—カトリック教会における「感謝の讃歌」

また、カトリック教会では、イエス・キリストがロバにまたがってエルサレムに入ったことを記念する祝日である「枝の主日（受難の主日）」において聖歌「ダビドの子」「聖なる町に」および「しゅろの葉を」を歌い、それらの歌詞にホサナ（ホザンナ）が使用されている。